# Макаренко, Вячеслав Николаевич
Вячеслав Николаевич Макаренко (бел. Вячаслаў Мікалаевіч Макаранка; род. 19 сентября 1975, Гомель) — белорусский борец греко-римского стиля, чемпион и призёр чемпионатов Европы, бронзовый призёр летних Олимпийских игр 2004 года в Афинах, участник двух Олимпиад. Тренер по борьбе.

## Карьера
Выступал в средней (до 76 кг) и полутяжёлой (до 84 кг) весовых категориях. Чемпион Прибалтийских игр 1997 года. Чемпион (2000 год) и бронзовый призёр (2002) чемпионатов Европы.
На летних Олимпийских играх 2000 года в Сиднее Макаренко занял 7-е место. На следующей Олимпиаде в Афинах белорус завоевал олимпийскую бронзу.